# Periclista
Genre
Periclista est un genre d'insectes de la sous-famille des Blennocampinae.

## Liste d'espèces
Selon BioLib (6 octobre 2018) :
- Periclista albida (Klug, 1814)
- Periclista albipennis (Zaddach, 1859)
- Periclista albiventris (Klug, 1816)
- Periclista andrei Konow, 1906
- Periclista cretica (Schedl, 1981)
- Periclista dusmeti Konow, 1907
- Periclista lenta Konow, 1903
- Periclista lineolata (Klug, 1814)
- Periclista pilosa Chevin, 1971
- Periclista pubescens (Zaddach, 1859)
- Periclista vernalis Lacourt, 1985